# Pontrieux
Pontrieux (bret. Pontrev) – miejscowość i gmina we Francji, w regionie Bretania, w departamencie Côtes-d’Armor.
Według danych na rok 1990 gminę zamieszkiwało 1050 osób, a gęstość zaludnienia wynosiła 1029 osób/km² (wśród 1269 gmin Bretanii Pontrieux plasuje się na 561. miejscu pod względem liczby ludności, natomiast pod względem powierzchni na miejscu 1105.).